# Амимитль
Амимитль (исп. Amimitl) — ацтекский бог озёр и рыбаков. Имя переводится как «водяная стрела» или «водяное копьё». Согласно «Индейской монархии» хрониста Хуана де Торкемады (англ. Fray Juan de Torquemada) особенно почитался при Куитлауаке (Cuitlahuac). Согласно тому же источнику, насылал на людей, заслуживших его неудовольствие, болезни вроде водянки. Франсиско Хавьер Клавихеро идентифицировал его с богом Опочтли, скорее всего, ошибочно.